# Antoni Taulé i Pujol
Antoni Taulé i Pujol (Sabadell, 25 d'agost de 1945) és un pintor català que actualment viu a França.
Va néixer al Carrer de Ferran Casablancas, 14 de Sabadell. Va estudiar al col·legi Valldemia de Mataró, posteriorment als Escolapis de Sabadell, per estudiar més endavant arquitectura tècnica a Barcelona.
A mitjans dels anys 60 comença a dedicar-se a la pintura i a realitzar diverses performances a diversos espais públic, entre els quals s'inclou l'Acadèmia de Belles Arts de Sabadell.
Als 70 va instal·lar-se a Formentera, on coneixeria a la seva dona. Laetitia Ney d'Elchingen, amb qui tindria 2 fills.